# Czerni Wit (miejscowość)
Czerni Wit (bułg. Черни Вит) – wieś w Bułgarii, w obwodzie Łowecz, w gminie Tetewen. Według danych szacunkowych Ujednoliconego Systemu Ewidencji Ludności oraz Usług Administracyjnych dla Ludności, 15 września 2022 roku miejscowość liczyła 496 mieszkańców.

## Kuchnia
W wiosce Czerni Wit produkowany jest wyjątkowy ser zielony (sirene). Robiony jest tylko w domach. Ze względów administracyjnych nie ma możliwości dotarcia do łańcucha dystrybucji żywności w kraju.